# Décret Paysage
 (décembre 2021).
Si vous disposez d'ouvrages ou d'articles de référence ou si vous connaissez des sites web de qualité traitant du thème abordé ici, merci de compléter l'article en donnant les références utiles à sa vérifiabilité et en les liant à la section « Notes et références ».
Lire en ligne

Texte à jour sur Gallilex

Décret de Bologne du 31 mars 2004.
Le décret Paysage (aussi appelé décret Marcourt), est une réforme de l'enseignement supérieur en Communauté française de Belgique promulguée le 7 novembre 2013. Il entre en application à partir de l'année académique 2014-2015. Son intitulé officiel est « Décret définissant le paysage de l'enseignement supérieur et l'organisation académique des études ». Comme son nom indique, il définit de nouvelles dispositions visant à renforcer l'intégration du système des études supérieures de Belgique francophone au sein de l'Espace européen de l'enseignement supérieur, favorisant la normalisation administrative des institutions d'enseignement supérieur concernées en uniformisant celles-ci au modèle européen.
Le décret s'applique indistinctement aux établissements d'enseignement supérieur, organisés ou subventionnés par la Communauté française. Ces établissements portent le nom d'Université, de Haute École (HE), d'École supérieure des Arts (ESA) ou d'Établissement de Promotion sociale (EPS), selon leur spécificité.
Il finalise la suppression des trois académies qui s'étaient formées sur base philosophique avec un objectif de fusion en 3 grandes universités pour les remplacer par l'unique Académie de Recherche et d'Enseignement supérieur (ARES), régie par ce décret, ainsi que cinq pôles académiques.
Il est un des effets du Processus de Bologne qui tend à rapprocher l'enseignement supérieur des institutions européennes concernés.
Dès sa mise en application, ce décret a suscité des contestations de la part de certains des acteurs concernés, notamment sous la forme de recours en justice. En 2018, 400 professeurs d'université belges ont co-signé une lettre ouverte dénonçant ses effets à leur sens négatifs sur la qualité de l'enseignement.
Lors de son application, de nombreux cursus ont dû être revus et modifiés afin de correspondre aux conditions du décret; notamment la suppression et fusion de certains cours pour correspondre aux unités d'enseignement.
En juillet 2019, le décret en est à 36 révisions et modifications.

## Réforme du décret original
En septembre 2020, la ministre de l'enseignement supérieur de la Fédération Wallonie-Bruxelles, Valérie Glatigny, annonce vouloir réformer le décret Marcourt afin de lutter contre l'allongement des études.
Pour la ministre, l'actuel décret a des effets pervers, elle explique (chiffres à l'appui) que : "Sur les étudiants qui ont réussi (avec au moins 45 crédits sur 60) seulement un sur cinq va terminer dans les temps, ce qui a un impact négatif, en particulier pour les étudiants précarisés ou boursiers. Avant le décret paysage, 18% terminaient leur bachelier dans les temps, c’est seulement 11% depuis le décret paysage".
Cette annonce provoque de vives réactions, notamment de la part de membre de la majorité mais également de la FEF qui affirme que cette réforme va "renforcer les inégalités", particulièrement chez les étudiants issus de milieux défavorisés.
Parmi les changements apportés par le nouveau décret : 
- L'acquisition des 180 crédits de bachelier en 5 ans (dont 2 ans pour les 60 crédits de Bloc 1)
- L'acquisition des 120 crédits de master en 4 ans (dont 60 crédits en 2 ans)
- La réussite de 60 crédits pour valider son année (contre 45 aujourd'hui)

Le 1er décembre 2021, le nouveau décret est voté en séance plénière au parlement de la Fédération Wallonie-Bruxelles, pour entrer en vigueur lors de la rentrée académique 2022-2023 mais ne concernera que les nouveaux étudiants entamant des études en Communauté française.

## Texte officiel
- Décret 39681 - Décret définissant le paysage de l'enseignement supérieur et l'organisation académique des études, sur gallilex.cfwb.be (consulté le 25 avril 2021).